# Kar-Katzenkopf
Der Kar-Katzenkopf (auch Katzinger) ist ein 2154 m ü. A. hoher Berg in der Goldberggruppe der Zentralalpen im österreichischen Bundesland Salzburg.

## Lage und Umgebung
Der Gipfel des Kar-Katzenkopfs erhebt sich an der Gemeindegrenze zwischen Dorfgastein im Osten und Rauris im Westen. Zu den Bergen in der Umgebung zählen der 2305 m ü. A. hohe Sladinkopf im Nordwesten und die 2129 m ü. A. hohe Mooseckhöhe im Südosten. Am Kar-Katzenkopf hat der Karbach seinen Ursprung, der über den Gaisbach in die Rauriser Ache entwässert. An den nordöstlichen Hängen liegt die Heinreichalm, die zur Ortschaft Unterberg gehört. Über die Heinreichalm und im Tal zwischen dem Kar-Katzenkopf und dem 2084 m ü. A. hohen Tagkopf verläuft der Weitwanderweg Salzburger Almenweg.

## Geologie
Der Gipfelbereich und die nördlichen Hänge des Kar-Katzenkopfs sind von Marmor, Phyllit und Glimmerschiefer des Tauernfensters (Penninikum) geprägt. Daran schließen im Süden Phyllit, Quarzit und Brekzien an. Im Osten gibt es einen Bereich mit jungem klastischem Sediment (Hangschutt).

## Fauna und Flora
Am Gipfel und über gipfelnahe Hänge im Südwesten erstrecken sich Gamswild-Ruhezonen, die von 1. Dezember bis 31. Mai nicht betreten werden dürfen. Im Bereich der Heinreichalm gibt es eine Rotwild-Ruhezone, in der von 1. November bis 31. Mai kein Zutritt erlaubt ist. Am Berg finden sich abschnittsweise Grünerlen-Buschwälder.